# Desselbrunn
Desselbrunn è un comune austriaco di 1 807 abitanti nel distretto di Vöcklabruck, in Alta Austria.